# Wikipédia en coréen
Wikipédia en coréen (en coréen : 한국어 위키백과, Hangugeo Wiki-baekgwa) est l’édition de Wikipédia en coréen, langue coréanique parlée principalement en Corée. L'édition est lancée le 11 octobre 2002. Son code est : ko.
Au 21 mars 2025, l'édition en coréen contient 700 056 articles et compte 884 455 contributeurs, dont 1 778 contributeurs actifs et 30 administrateurs.

## Présentation

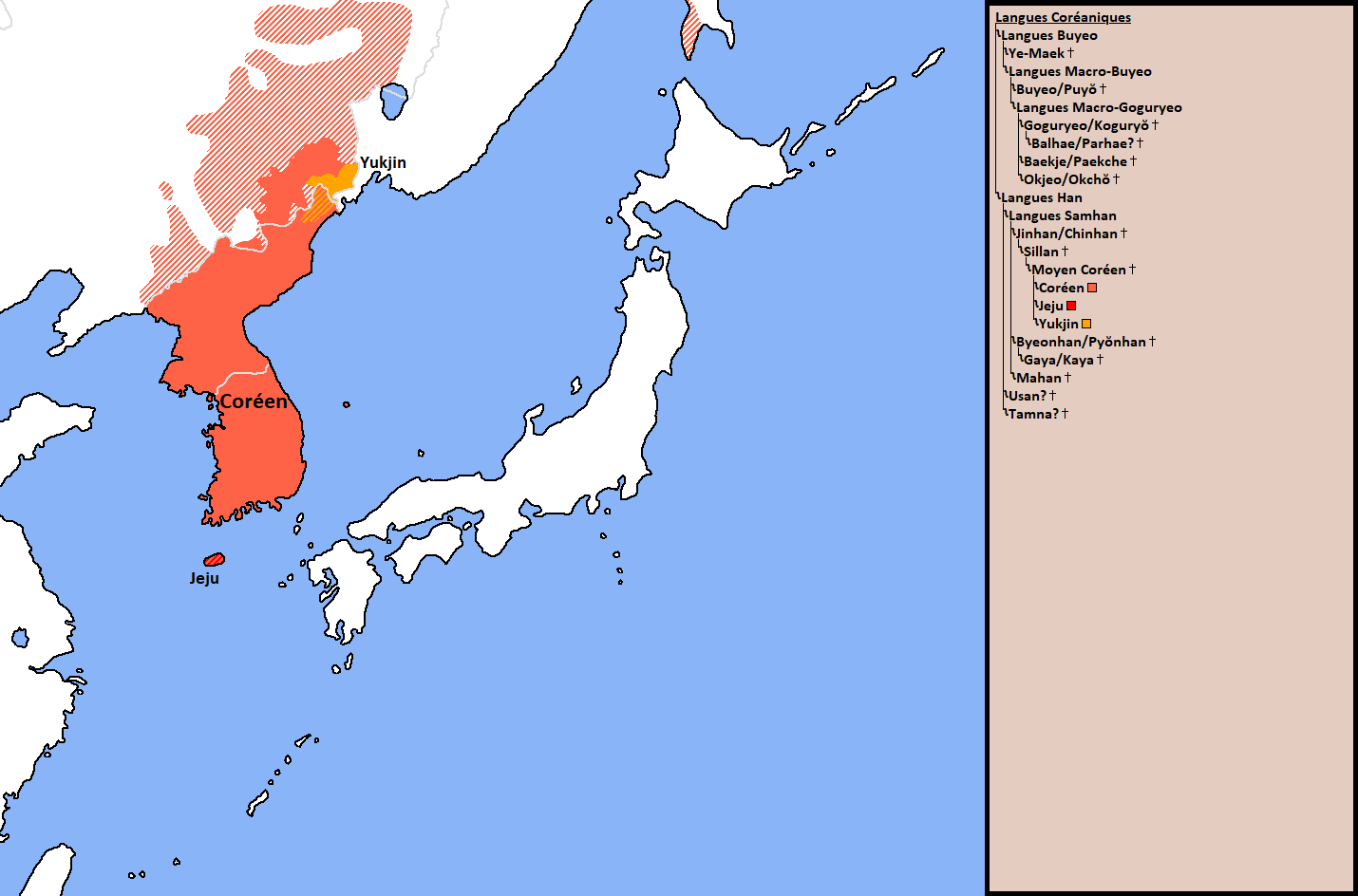
Aire de diffusion du coréen et des langues coréaniques.

La Wikipédia en coréen faisait usage d'une ancienne version de MediaWiki. Le logiciel présentait des problèmes de codage pour la langue hangeul. En août 2002, le logiciel est mis à jour et crypte correctement de langue non-anglophones comme le hangeul. Cependant, Internet Explorer avait également des problèmes de codage, ce qui a contribué à une très basse participation dans l'encyclopédie. Néanmoins, d'octobre 2002 à juillet 2003, le nombre d'articles augmente de 13 à 159, et en août 2003, il atteint 348. Finalement, le problème de codage de langage est résolu.
C'est la 2e encyclopédie en ligne collaborative en langue coréenne par le nombre d'articles après Doopedia (479 645) et devant Rigveda Wiki (en) (276 740).

## Langues
La Wikipédia en coréen est presque entièrement rédigée en hangeul. Le hanja est utilisé pour clarifier certaines phrases, et est habituellement ajouté entre parenthèses. Il existe un groupe, nommé Dajimo, travaillant sur un système de script pour adapter les deux langues. Cependant, une requête pour la création d'une Wikipédia avec un script mixte a été rejeté.

## Statistiques
- Le 4 juin 2005, l'édition en coréen atteint le millier d'articles[5].
- Le 15 mars 2015, elle compte 307 407 articles et 330 817 utilisateurs enregistrés[6], ce qui en fait la 25e[7] édition linguistique de Wikipédia par le nombre d'articles et la 19e[8] par le nombre d'utilisateurs enregistrés, parmi les 287 éditions linguistiques actives.
- Le 27 septembre 2022, elle contient 607 387 articles et compte 754 133 contributeurs, dont 1 684 contributeurs actifs et 27 administrateurs.
- Le 10 août 2024, elle contient 681 191 articles et compte 854 391 contributeurs, dont 1 686 contributeurs actifs et 30 administrateurs.